# Ausonia Cavus

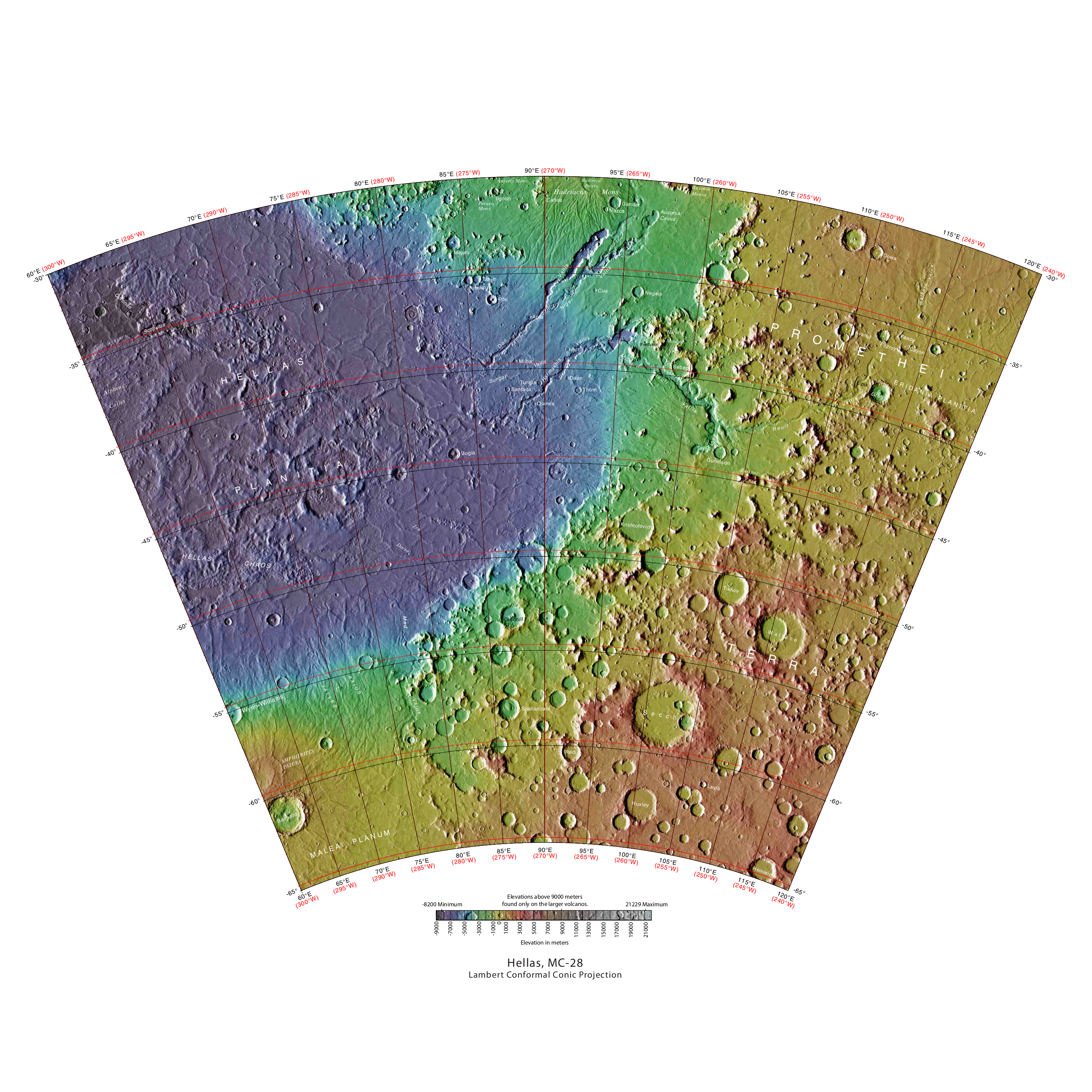
Mapa topogràfic de la regió.

Ausonia Cavus és una formació geològica de tipus cavus a la superfície de Mart, localitzada amb el sistema de coordenades planetocèntriques a -31.51 ° latitud N i 96.92 ° longitud E, que fa 49.5 km de diàmetre. El nom va ser aprovat per la UAI l'any 1991 i fa referència a una característica d'albedo.